# Les Filles d’Égalie
Les Filles d’Égalie (titre original : Egalias døtre) est un roman dystopique de Gerd Brantenberg publié pour la première fois en 1977 en norvégien, traduit en français en 2021. Le roman est, comme la plupart des autres œuvres de Gerd Brantenberg, en rupture avec les normes patriarcales et interroge la position sociale, existentielle et sexuelle des femmes dans la société. Le livre est traduit en plusieurs langues et est considéré comme un classique de la littérature féministe.

## Résumé
L'histoire se situe dans le pays fictif d'Égalia, où les rôles de genre sont à l'inverse des stéréotypes de genre actuels, c'est-à-dire que les femmes sont fortes et les hommes faibles. Parce que les femmes ont le pouvoir d'accoucher, elles sont détentrices de privilèges qui s'appliquent à tous les aspects de leur existence : elles bénéficient des meilleures études et occupent les postes les plus haut placés ; leurs salaires sont les plus élevés ; elles choisissent leur époux et leur permettent d'obtenir un « pacte protège-paternité », leur assurant une place dans la société. Le protagoniste du roman est un jeune garçon nommé Petronius. Il est actif dans la lutte contre les normes féminines de la société, voulant atteindre une société égalitaire qui le sorte « de sa condition d’homme-objet » et réaliser son rêve de devenir « marine-pêcheuse ». Même si Petronius fantasme parfois sur une vie tranquille et paisible avec une femme forte pour s'occuper de lui, il continue son combat pour un avenir meilleur pour les hommes. Petronius est obligé d'utiliser un « soutien-verge » (qui est l'équivalent masculin d'un soutien-gorge pour le pénis) et est initié aux pilules contraceptives pour hommes.

## Rôle de la langue
Le langage du roman montre comment les mots utilisés dans la société d'aujourd'hui sont basés sur le patriarcat en inversant tous les cas où le masculin l’emporte, comme dans « Elle était une fois » ou « pour déesse sait combien de fois ». Dans ce matriarcat, le féminin l’emporte grammaticalement sur le masculin, ce qui n'est pas sans causer des défis importants pour la traduction (réalisée pour la version française par Jean-Baptiste Coursaud).  Le mot humain est par exemple remplacé par « fumain », pour souligner le patriarcat présent dans le vocabulaire. La nomenclature du livre est basée sur les noms norvégiens où des noms courts et grossiers sont donnés aux femmes (Ba, Gro et Rut) tandis que les hommes reçoivent des noms plus longs et plus mélodiques (Petronius, Mirabello et Baldrian).
La langue, où le féminin l’emporte systématiquement, est ainsi au cœur du roman et démontre à quel point elle est à la fois reflet et moteur de la pensée, et son impact sur la société.

## Postérité
Le nom de l'ancienne communauté féministe Megalia (en) est basé en partie sur le nom de ce livre.
Le livre est traduit en plusieurs langues et est considéré comme un livre culte, un classique de la littérature féministe,,.